# L'Horloger de Saint-Paul
Pour plus de détails, voir Fiche technique et Distribution.
L'Horloger de Saint-Paul est un film français coécrit et réalisé par Bertrand Tavernier, sorti en 1974. Il s'agit de l'adaptation du roman L'Horloger d'Everton de Georges Simenon, dont l'action se déroule aux États-Unis.

## Synopsis
Michel Descombes (Philippe Noiret), séparé puis veuf, un horloger bon vivant du quartier Saint-Paul, à Lyon, vit seul avec son fils Bernard. Un matin, deux policiers se présentent à sa boutique et le questionnent sur son fils, sans lui dire ce qui lui est arrivé. Il est immédiatement accompagné hors de Lyon sur le lieu où sa camionnette a été retrouvée, vide. Là, le commissaire Guiboud (Jean Rochefort) lui apprend que son fils a tué un homme.
Bernard poursuit sa cavale, avec sa petite amie Liliane. Celui qu'il a tué, c'est Razon, un vigile de l'entreprise où elle travaillait. Très mal vu des salariés, il l'a fait licencier pour un vol de transistor dont il est seul « témoin », et il semble qu'il ait au moins harcelé sexuellement et peut-être violé Liliane, ce qui serait la véritable cause de cette accusation. Les jeunes gens sont muets sur ce fait, Bernard disant seulement qu'il a « tué une ordure ».
Tout au long de l'enquête, Michel se met à douter et à culpabiliser, se disant qu'il ne connaît pas son fils. Bernard et Liliane sont finalement arrêtés sur l'île de Bréhat, Bernard, qui n'explique toujours pas plus clairement son acte, refuse d'abord de voir son père. Tant son avocat que le commissaire Guiboud, qui se révèle un flic humain, conseillent à Michel de convaincre Bernard de mettre l'accent sur l'aspect sexuel de l'affaire, jugeant que plaider le crime passionnel permettrait d'obtenir des circonstances atténuantes. Il les éconduit en leur disant que c'est à son fils de décider de sa défense.
Michel se solidarise de plus en plus avec son fils, ce qu'il proclame lors du procès. Celui-ci est condamné à vingt ans de prison et Michel est atterré. Leurs échanges au parloir de la prison montrent, à la fin du film, qu'une véritable connivence s'est installée entre eux.

## Fiche technique
Sauf indication contraire, les informations mentionnées dans cette section peuvent être confirmées par la base de données cinématographiques Unifrance,  présente dans la section « Liens externes ».
- Titre français : L'Horloger de Saint-Paul
- Réalisation : Bertrand Tavernier
- Assistants réalisateur : Claude Othnin-Girard et Laurent Heynemann
- Scénario : Jean Aurenche, Pierre Bost et Bertrand Tavernier, d'après le roman L'Horloger d'Everton de Georges Simenon
- Musique : Philippe Sarde
- Décors : Jean Mandaroux
- Photographie : Pierre-William Glenn
- Son : Harald Maury
- Montage : Armand Psenny
- Production : Raymond Danon
- Production exécutive : Ralph Baum
- Société de production : Lira Films
- Société de distribution : Compagnie française de distribution cinématographique (CFDC)
- Pays de production :  France
- Langue originale : français
- Format : couleur (Eastmancolor) — 35 mm — 1.66:1 — son monophonique
- Genre : drame
- Durée : 105 minutes
- Dates de tournage : du 26 juin au 10 août 1973
- Dates de sortie :
  - France : 16 janvier 1974
- Mention CNC : tous publics (visa d'exploitation no 40918 délivré le 28 novembre 1973)
- Affiche : René Ferracci (France)

## Distribution
- Philippe Noiret : Michel Descombes
- Jean Rochefort : commissaire Guiboud
- Jacques Denis : Antoine, ami de Michel Descombes
- Yves Afonso : Bricard, officier de police
- Julien Bertheau : Édouard, ami de Michel Descombes
- Jacques Hilling : Costes, journaliste
- Clotilde Joano : Janine Boitard, journaliste
- Andrée Tainsy : Madeleine Fourmet, qui a élevé Bernard après le départ de sa mère
- William Sabatier : l'avocat
- Cécile Vassort : Martine, ouvrière
- Sylvain Rougerie : Bernard Descombes, le fils
- Christine Pascal : Liliane Torrini, compagne de Bernard Descombes
- Liza Braconnier : la femme de ménage
- Hervé Morel : l'adjoint de Bricard
- Sacha Bauer : la juge d'instruction
- Bernard Frangin : Johannes
- Georges Baconnier : Lucien
- René Morard : 1er plombier
- Henri Vart : 2e plombier
- Johnny Wesseler : 1er costaud
- Tiffany Tavernier : la petite fille
- Albert Husson : Lucien (non crédité)
- Monique Chaumette : madame Torrini (non créditée)
- Paul Mercey : monsieur Torrini (non crédité)
- Claude Villers : un ami au restaurant (non crédité)

## Production

### Tournage
Le tournage a entièrement lieu à Lyon durant 36 jours, et dans sa région dans le département du Rhône :
- La longue scène initiale de repas dans un bouchon lyonnais avec Michel Descombes et ses amis a été tourné au Garet, situé rue du Garet près de l'Hotel de Ville[3]. Lorsqu'il sort avec son ami Antoine, Michel traverse la place des Terreaux, où la fontaine Bartholdi est encore située en face de l'hotel de ville (déplacée en 1994).
- 26 place du Port-Neuville, le bâtiment est reconnaissable à l'escalier en forme de fer à cheval situé dans la cour intérieure. On peut voir le personnage de Philippe Noiret sortir en voiture de la cour intérieure.
- place Rouville, située dans 1er arrondissement de Lyon, sur les pentes de la Croix-Rousse (vue en balcon sur la boucle de la Saône), où le personnage du commissaire laisse Michel Descombes à un arrêt de trolleybus.
- l'île aux Cygnes dans le parc de la Tête d'or, où le commissaire (joué par Jean Rochefort) promène son chien et rencontre Michel Descombes devant le monument aux morts. On les voit ensuite emprunter le souterrain reliant l'île à la berge.
- Le jardin et la maison où Michel Descombes va rendre visite à Madeleine Fourmet, qui l'a aidé à élever Bernard, sont l'ancienne maison du père de Bertrand Tavernier durant la deuxième guerre mondiale, où le réalisateur a passé ses premières années. Située rue Chambovet dans le quartier de Monchat (Lyon 3e), la maison a été détruite peu après le film et le jardin est devenu un jardin public et non pas un hôpital comme le dit Madeleine[4].
- l'aéroport de Lyon-Bron, où ils atterrissent lorsque l'avion ramène le commissaire, Michel Descombes et son fils Bernard après son arrestation. L'avion est un Beechcraft 99 Airliner de la compagnie TAT immatriculé F-BSTU. Les scènes censées se passer à l'aéroport de Saint-Brieuc ont été tournées à l'aéroport de Saint-Étienne Loire à Andrézieux-Bouthéon dans la Loire.
- Les Halles de Lyon situées dans le quartier de La Part-Dieu, où l'on voit Michel Descombes et le commissaire prendre un repas ensemble. Celles-ci ne s'appellent pas encore « Halles de Lyon Paul Bocuse » à l'époque du tournage, l'hommage à Paul Bocuse date de 2006.
- le palais de justice historique de Lyon, situé quai Romain-Rolland (rive droite de la Saône), dans le 5e arrondissement de Lyon, où a lieu le procès de Bernard Descombes.
- l'horloge astronomique située dans la Primatiale Saint-Jean de Lyon (nommée plus simplement cathédrale Saint-Jean), où Michel Descombes se recueille devant une grande horloge aux personnages animés.
- la prison Saint-Joseph située au sud de la gare de Perrache, où Michel Descombes rend visite à son fils au parloir. La prison est désaffectée depuis 2009 et a été reconvertie en campus universitaire.

### Bande originale
Bertrand Tavernier rencontre pour la première fois le compositeur Philippe Sarde lors de la promotion du film Les Choses de la vie du réalisateur Claude Sautet dont il était l'attaché de presse. Les deux hommes se lient d'amitié et passent des nuits entières à visionner de très vieux films dans la salle de cinéma privée que Sarde avait fait installer dans son appartement,.
Trois ans plus tard, quand Tavernier quitte son emploi d'attaché de presse et décide de réaliser son premier long-métrage, il pense immédiatement à Sarde pour écrire la musique. Il fait écouter au musicien un enregistrement du carillon de l'horloge astronomique de la cathédrale Saint-Jean de Lyon, et lui demande de transposer ce thème (qui ressemble un peu au fameux Dies iræ de la musique médiévale) d'une  « manière syncopée ». Philippe Sarde réutilise donc cette mélodie avec un arrangement plus rythmique dans le Générique début et pour l'attaque de la boutique de Michel Descombes, l'horloger incarné à l'écran par Philippe Noiret.
Orchestrée par Hubert Rostaing, la musique du film comporte aussi un autre thème écrit pour saxophone soprano et quatuor à cordes en forme de valse, lente et mélancolique, intitulée La Visita et que l'on peut entendre quand Michel rend visite à Madeleine, la nourrice de son fils. Cette musique particulièrement expressive n'a été éditée que sur une compilation italienne parue en 1998, on ne la retrouve pas dans l'anthologie plus récente qu'Universal Music Jazz a publiée en 2002. Le générique de fin intitulé La visite (à ne pas confondre avec le morceau de la visite à la nourrice) et qui intervient après que Michel ait visité son fils au parloir de la prison, opte pour une écriture plus néo-classique menée par une clarinette, un clavecin et quelques cordes tristes.
La bande originale a été publiée en 1974 par Polydor sous la forme d'un 45 tours dont seules les deux premières pistes ont été rééditées en CD.
| Liste des morceaux du disque Polydor de 1974 | Liste des morceaux du disque Polydor de 1974 | Liste des morceaux du disque Polydor de 1974 | Liste des morceaux du disque Polydor de 1974 | Liste des morceaux du disque Polydor de 1974 | Liste des morceaux du disque Polydor de 1974 | Liste des morceaux du disque Polydor de 1974 | Liste des morceaux du disque Polydor de 1974 | Liste des morceaux du disque Polydor de 1974 | Liste des morceaux du disque Polydor de 1974 |
| No                                           | Titre                                        | Durée                                        |                                              |                                              |                                              |                                              |                                              |                                              |                                              |
| -------------------------------------------- | -------------------------------------------- | -------------------------------------------- | -------------------------------------------- | -------------------------------------------- | -------------------------------------------- | -------------------------------------------- | -------------------------------------------- | -------------------------------------------- | -------------------------------------------- |
| 1.                                           | L'horloger de Saint-Paul                     | 2:18                                         |                                              |                                              |                                              |                                              |                                              |                                              |                                              |
| 2.                                           | La visite                                    | 1:27                                         |                                              |                                              |                                              |                                              |                                              |                                              |                                              |
| 3.                                           | Ragtime                                      | 1:16                                         |                                              |                                              |                                              |                                              |                                              |                                              |                                              |
| 5:01                                         |                                              |                                              |                                              |                                              |                                              |                                              |                                              |                                              |                                              |

## Sortie et accueil

### Réception critique
À sa sortie, L'Horloger de Saint-Paul est salué par la critique, qui s'enthousiasme pour le récit, mais aussi sur la formidable mise en valeur de Lyon. Le critique Jean de Baroncelli du Monde note qu'il s'agit d'« un ouvrage solide, intelligent, étonnant et maîtrisé et semble appelé à remporter un vif succès ».
Dans les pays anglophones, le long-métrage obtient un taux d'approbation de 100 % sur le site Rotten Tomatoes, pour sept  critiques collectées.

### Box-office
Le film sort dans les salles françaises le 16 janvier 1974 et totalise 56 357 entrées la semaine de sa sortie, résultat qui le classe 11e au box-office, dont 45 298 entrées à Paris, il prend la 6e place du box-office. La semaine suivante, le long-métrage réalise un score supérieur à son démarrage avec 90 593 entrées, pour un total de 146 950 entrées	et une 7e place au box-office. Il reste stable dans son niveau de fréquentation et atteint les 500 000 entrées au mois de mars avant de quitter le top 30 hebdomadaire à la fin du mois en s'approchant des 600 000 entrées, pour y revenir brièvement début avril et un cumul de 635 732 entrées.
Entre 1974 et l'année suivant sa sortie, L'Horloger de Saint-Paul a totalisé 811 388 entrées. En 1997, lors d'une reprise en salles, il franchit le cap des 900 000 entrées. Le film totalise 1 007 119 entrées en salles, grâce aux reprises en salles en complément de la sortie initiale.

### Exploitation ultérieure
L'Horloger de Saint-Paul connaît une première diffusion à la télévision le 9 octobre 1977, avant d'être rediffusé en première partie de soirée les 29 avril 1979 et le 6 février 1983 sur TF1, dans le cadre du Cinéma du dimanche soir. L'une des dernières diffusions connues à la télévision dans les années 1980 est le 2 mars 1986 sur TF1.
L'Inathèque, service de consultation des archives audiovisuelles de l'INA qui collecte les diffusions télévisées depuis le 1er janvier 1995, recense la plus ancienne diffusion du long-métrage à partir de cette date le 20 juin 1996 sur France 2 en deuxième partie de soirée. Le film a été diffusé vingt-huit fois à la télévision, dont douze fois sur une chaîne nationale gratuite française. Arte est la chaîne l'ayant le plus diffusé depuis 1995, à sept reprises en 2007 et 2014.
Sur support vidéo, le film est sorti chez VIP dans deux éditions différentes en 1978 en VHS. La première édition en DVD sort le 19 septembre 2001 chez StudioCanal. Après deux autres rééditions en individuel, puis en coffret consacré à Philippe Noiret et Georges Simenon, L'Horloger de Saint-Paul ressort simultanément en DVD et - pour la première fois -  en Blu-ray dans une version restaurée en haute définition le 10 mars 2015, toujours chez StudioCanal.

## Distinctions

### Récompenses
Sauf indication contraire, les informations mentionnées dans cette section peuvent être confirmées par la base de données cinématographiques Unifrance,  présente dans la section « Liens externes ».
- 1973 : Prix Louis-Delluc
- Berlinale 1974 : Prix spécial du jury

### Nomination
- Berlinale 1974 : Ours d'Or

## Autour du film
- Le film est inspiré du roman de Georges Simenon L'Horloger d'Everton, dont l'action se déroule aux États-Unis[35].
- Bertrand Tavernier souhaitait déplacer l'action à Lyon, sa ville natale : « Je trouve que Lyon est une belle ville, et qu'on ne l'a pas souvent montrée au cinéma »[36]. La municipalité apporta un concours non négligeable au tournage du film, lequel fait la part belle à ses rues sans se focaliser sur les lieux emblématiques de la cité comme la place Bellecour (aucun plan de celle-ci n'est visible dans le film) ou la colline de Fourvière. Le réalisateur mit particulièrement en valeur le quartier historique du Vieux Lyon. Celui-ci était encore dans un état insalubre et Louis Pradel, maire à l'époque du tournage, avait projeté d'en raser une partie dans les années 1960[37]. La popularité du film permit de mieux faire connaitre ce quartier, qui fut classé au patrimoine mondial de l'humanité de l'Unesco en 1998[38].
- Le rôle du commissaire devait être tenu par François Périer, mais celui-ci se décommanda cinq jours avant le début du tournage pour jouer dans le film Antoine et Sébastien de son fils. Aussitôt contacté, Jean Rochefort accepta le rôle avec enthousiasme[39].
- La petite fille que l'on voit dans le train au tout début du film est Tiffany Tavernier[35].
- L'écriture du film, par Jean Aurenche, Pierre Bost et Bertrand Tavernier est abordée dans le documentaire Jean Aurenche, écrivain de cinéma (Alexandre Hilaire et Yacine Badday, 2010)[40].

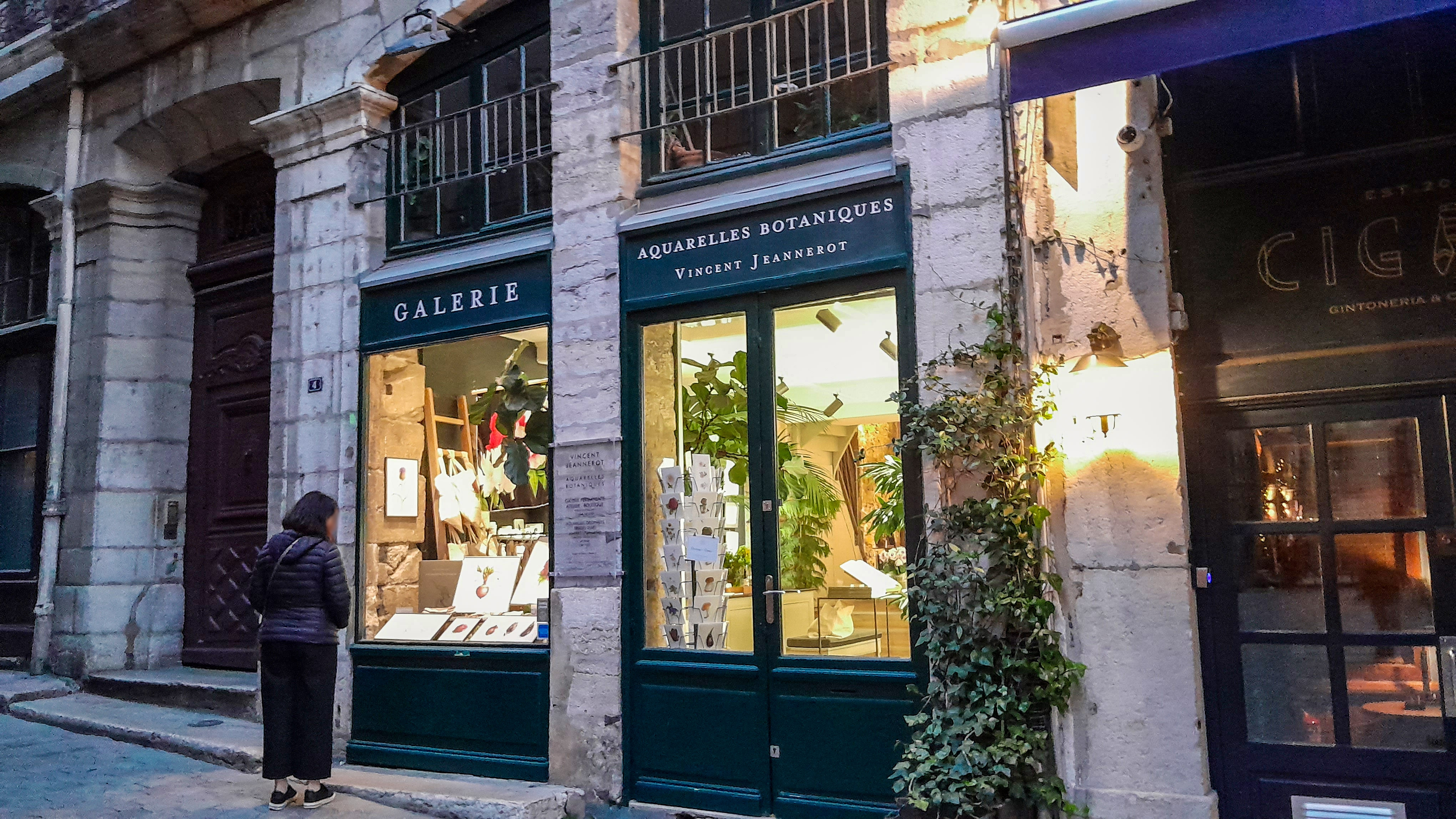
Le 4 rue de la Loge en février 2024.

- Dans le film, l'atelier d'horlogerie est bien situé dans le vieux Lyon au 4, rue de la Loge, dans le quartier Saint-Paul[35], mais dans la réalité, ce local est à l'époque le magasin d'un brocanteur qui l'a prêté pour le tournage (il n'y a jamais eu d'horloger à cet endroit). Afin de montrer l'intérieur de la boutique, et présenter un atelier d'horloger, les scènes d'intérieur sont tournées dans une vraie horlogerie, avec du matériel très artisanal, rue Franki-Kramer à Annonay, au nord de l’Ardèche, près de Lyon[réf. nécessaire].
- L'appartement du personnage principal Michel Descombes et de son fils Bernard est situé au 2 rue de la Loge[réf. nécessaire]. Le personnage du fils n'apparaît à l'intérieur dans aucune scène étant en fuite dans la première partie du film, puis emprisonné dans la seconde.
- En 1987, un atelier d'horlogerie d'art nommé L'Horloger de Saint-Paul est créé par Philippe Carry au 20 rue Juiverie[41], à 30 mètres de la rue de la Loge[42]. Le propriétaire a demandé l'accord de Bertrand Tavernier avant l'ouverture de son atelier et celui-ci l'a visité à plusieurs reprises[37].
- On peut lire dans la chambre de Bernard Descombes, placardées sur le mur une citation d'Alphonse Allais: « Il faut propager l'imparfait du subjonctif dans les classes pauvres »[43] et une autre de Céline : « Moi j'aime pas la guerre parce que la guerre ça se passe à la campagne et la campagne ça m'emmerde »[44].
- Le personnage interprété par Philippe Noiret, Michel Descombes, réapparait dans une scène de Une semaine de vacances, film de Bertrand Tavernier sorti en 1980[45].
- Détail amusant : à la 32e minute, Bricard, le policier, évoque le film La Grande Bouffe, sorti l'année précédente, et dans lequel joue Philippe Noiret[47].